# 슈가애플
슈가애플(영어: sugar apple 슈거 애플[*], 학명: Annona squamosa 안노나 스콰모사[*])는 뽀뽀나무과의 과일 나무이다. 슈가애플은 대만에서 생산량이 가장 많고 재배면적이 가장 많으며, 또한 대만을 찾는 많은 대한민국 관광객들이 가장 좋아하는 과일 중 하나이다.

## 재배
대만, 오세아니아·태평양(미크로네시아, 오스트레일리아, 프랑스령 폴리네시아, 피지, 하와이), 아프리카(열대 지역), 아메리카(멕시코, 서인도 제도, 중앙아메리카) 등에서 재배한다.

## 사진 갤러리

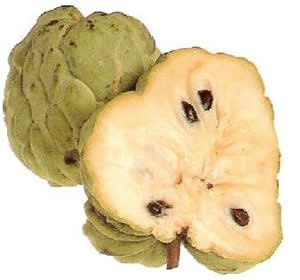
열매 단면

## 같이 보기
- 대만
- 커스터드애플
- 아테모야
- 체리모야